# Nemeskér
Nemeskér ist eine ungarische Gemeinde im Kreis Sopron im Komitat Győr-Moson-Sopron.

## Geografische Lage
Nemeskér liegt 66 Kilometer südwestlich des Komitatssitzes Győr und 27 Kilometer südöstlich der Kreisstadt Sopron am Ufer des Flusses Kardos-ér. Nachbargemeinden sind Lövő, Újkér und Egyházasfalu.

## Geschichte
Im Jahr 1913 gab es in der damaligen Kleingemeinde 133 Häuser und 615 Einwohner auf einer Fläche von 1116 Katastraljochen. Sie gehörte zu dieser Zeit zum Bezirk Csepreg im Komitat Sopron.

## Sehenswürdigkeiten
- Evangelische Kirche, erbaut 1732 im barocken Stil, der Turm wurde 1862 hinzugefügt
- Mezliner-Wuiner-Kruzifix aus dem Jahr 1811
- Nepomuki-Szent-János-Statue aus dem Jahr 1740
- Römisch-katholische Kirche Szent Lászlo király, erbaut im 18. Jahrhundert im barocken Stil
- Statue Szent Anna mit Maria aus dem Jahr 1711
- Szentháromság-Säule aus dem Jahr 1795

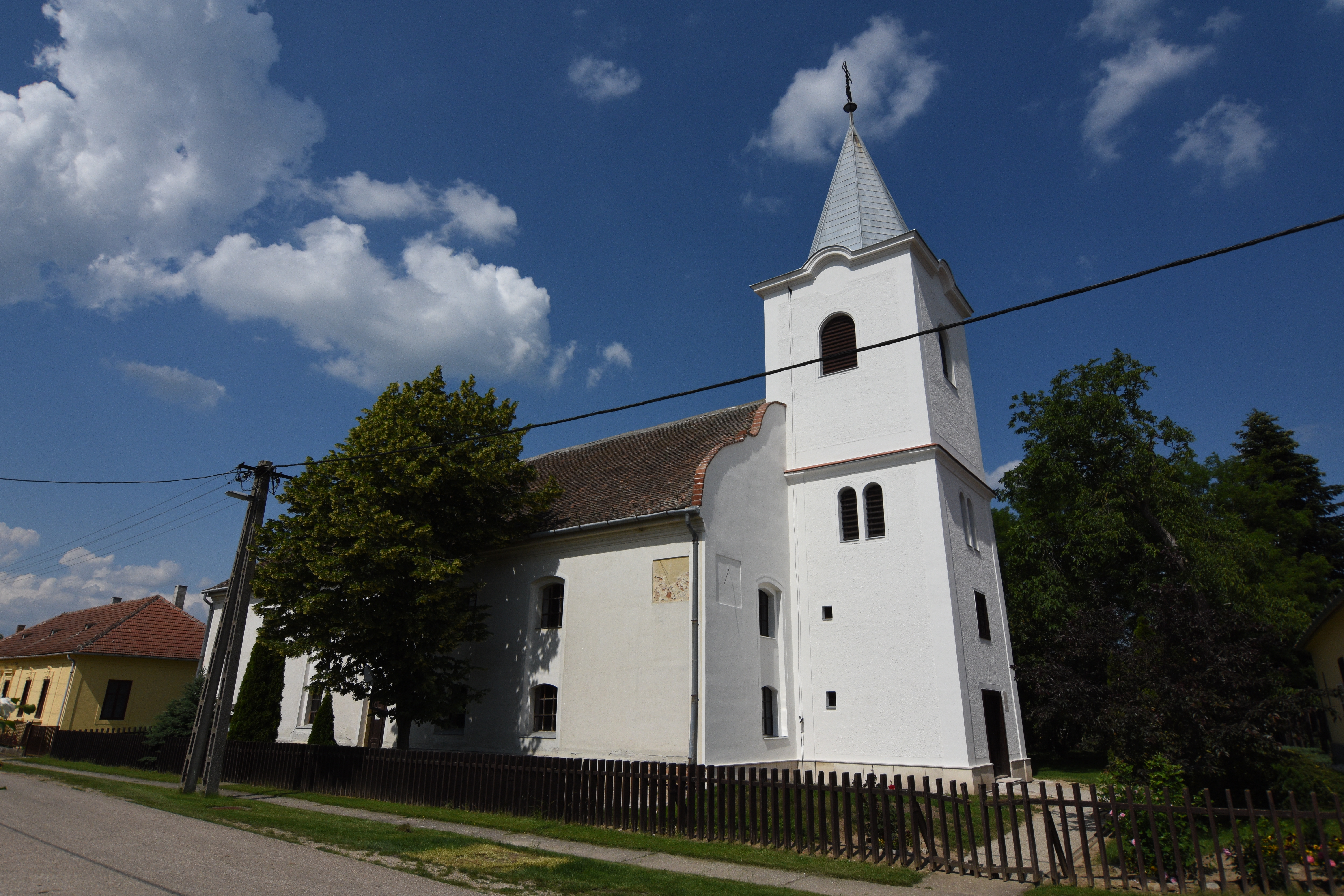
Evangelische Kirche
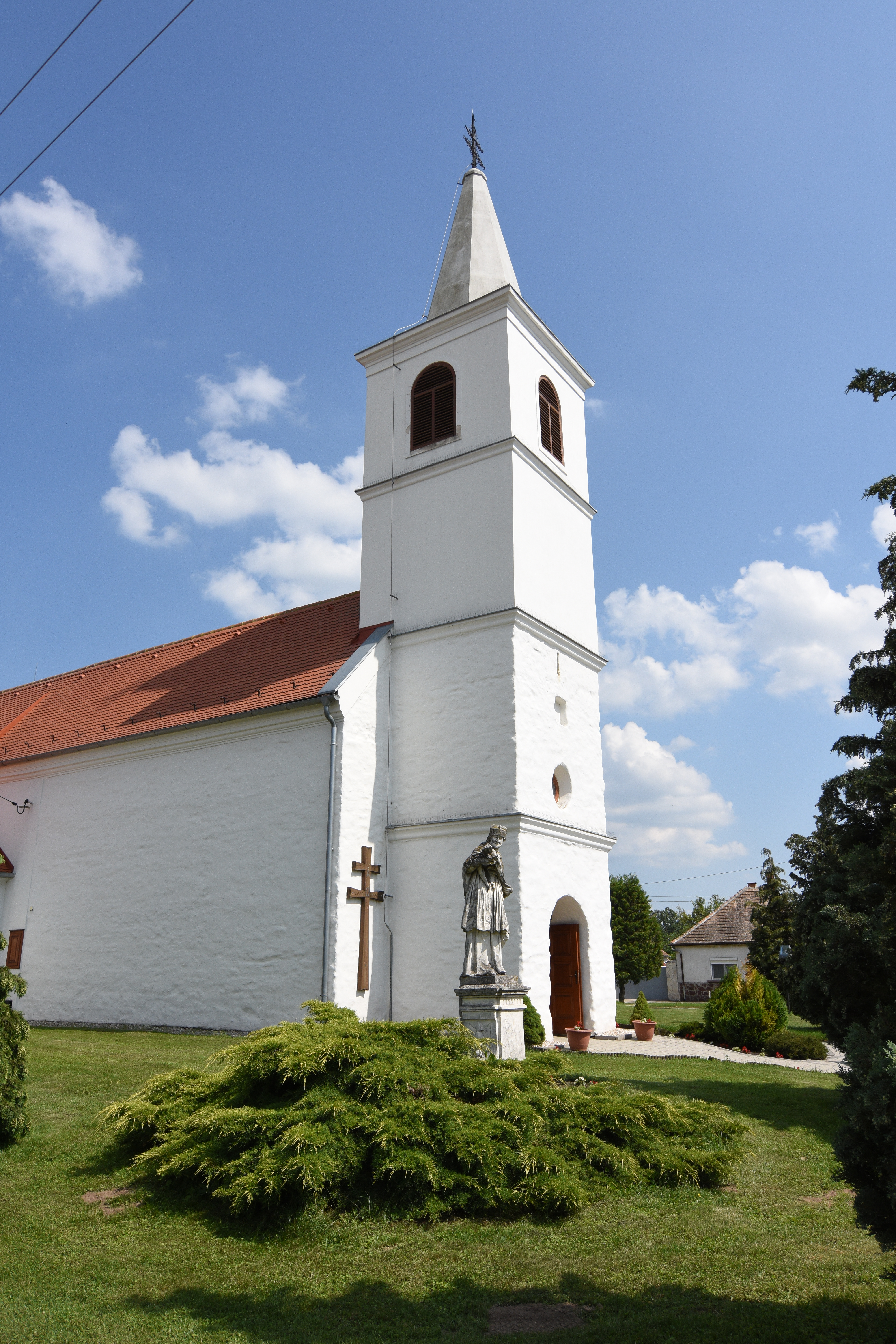
Römisch-katholische Kirche Szent Lászlo király
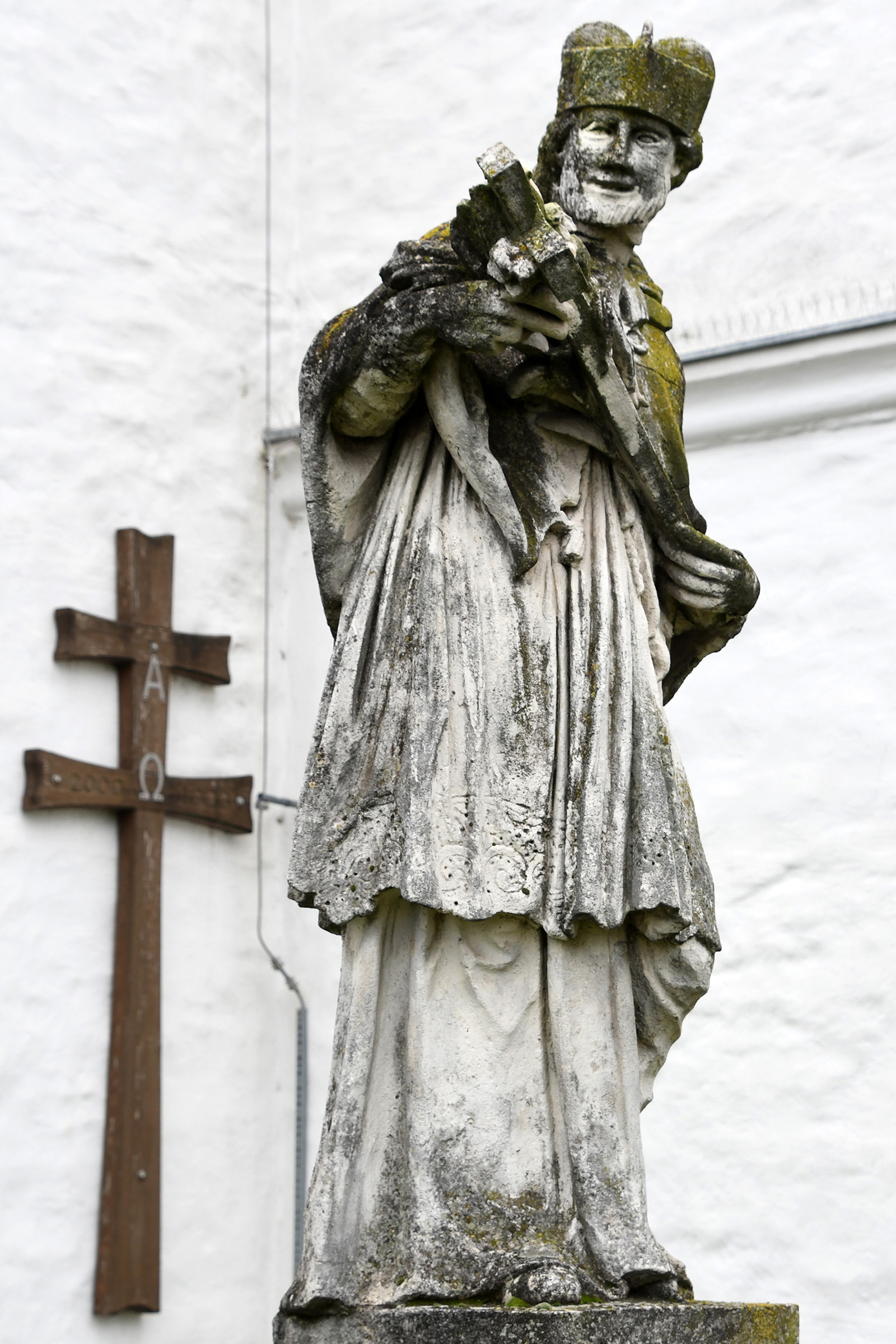
Nepomuki-Szent-János-Statue

## Verkehr
Nach Nemeskér führt die Landstraße Nr. 8625 von der westlich verlaufenden Hauptstraße Nr. 84. Es bestehen Busverbindungen nach Újkér sowie über Lövő, Sopronkövesd und Kópháza nach Sopron. Der nächstgelegene Bahnhof befindet sich gut vier Kilometer nordwestlich in Lövő.